# Елліністичний період

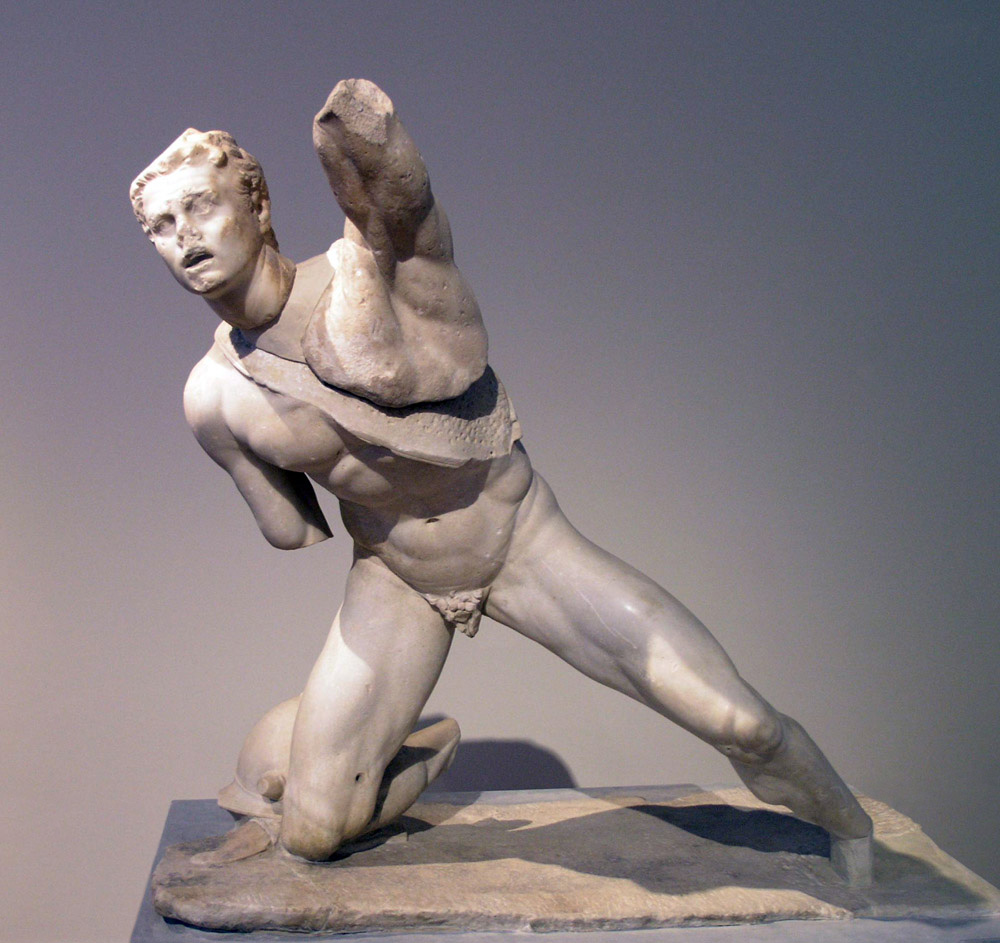
Поранений Галл з Делосу, бл. 237 рік до нашої ери е.Національний археологічний музей Афін.

Ця стаття висвітлює історичні аспекти доби еллінізму, про культуру еллінізму йдеться у статті Елліністична цивілізація.

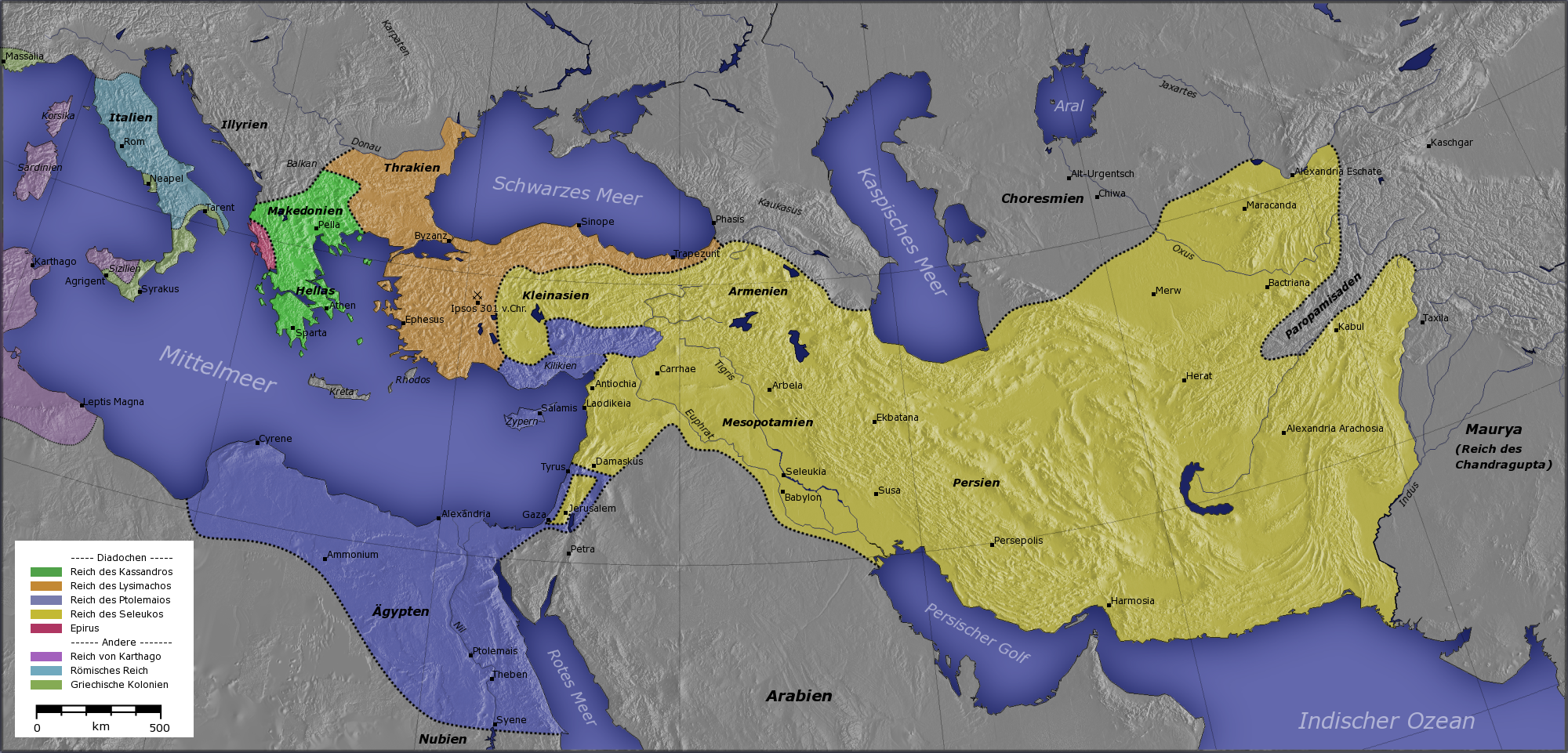
Основні осередки еллінізму, включаючи монархії діадохів:
Царство Птолемея I Сотера
Царство Кассандра
Царство Лісімаха
Царство Селевка І Нікатора
Епір
Також на мапі виділено:
Давньогрецькі колонії
Карфаген (негрецький)
Рим (негрецький)
- На мапі не показано Індо-грецьке царство

Елліністичний період, або Еллінізм — етап в історії країн Східного Середземномор'я який тривав з часу смерті Александра Македонського (323 до н. е.) до завоювання цих країн Римом, що завершився в 30 році до н. е. підпорядкуванням Птолемейського Єгипту. Термін «еллінізм» введений в історіографію в 1830-х німецьким істориком Й. Г. Дройзеном. Історики різних напрямків трактують його по-різному. Одні висувають на перший план взаємовплив грецької та місцевих, переважно східних, культур, розширюючи іноді хронологічні рамки етапу еллінізму до початку Середньовіччя. Інші акцентують увагу на взаємодії соціально-політичних структур, підкреслюють провідну роль греко-македонян, модернізують економічні відносини.

## Виникнення елліністичних держав
До 323 до н. е. держава Александра Македонського охоплювала Балканський півострів, острова Егейського моря, Єгипет, передню Азію, південні райони Середньої Азії, частину Центральної Азії, аж до нижньої течії Інда. Найважливішою політичною силою держави Александра була армія, яка і визначила форму державного устрою після його смерті. В результаті нетривалої боротьби між піхотою та гетайрами (елітна кіннота) було досягнуто угоду, за якою держава зберігалася як єдине ціле, а спадкоємцями були проголошені Філіпп III Аррідей, побічний син Філіппа II Македонського і очікувана дружиною Александра Роксаною дитина.
Фактично ж влада опинилася в руках невеликої групи знатних македонян, що займали при Александрі вищі військові і придворні посади. Регентом при слабоумному Філіппі III Аррідеї та Александрі IV (синові Роксани) фактично став Пердікка, управління Грецією і Македонією було залишено за Антипатром і Кратером, Фракія була передана Лісімаху. У Малій Азії найвпливовіше положення займав Антигон I Одноокий — сатрап Фригії, Лікії і Памфілії. Єгипет був переданий в управління Птолемею Лагу. Важливі командні пости зайняли Селевк І Нікатор і Кассандр (син Антипатра).
Пердікка намагався зміцнити своє єдиновладдя за допомогою армії. Його виступи проти Антигона і Птолемея поклали початок тривалому періоду боротьби діадохів. Похід Пердікки в Єгипет (321 до н. е.) виявився малоуспішним і викликав невдоволення армії, в результаті чого він був убитий своїми командирами. Після загибелі Кратера у зіткненні із сатрапом Пафлагонії і Каппадокії Євменом у Тріпарадисі (Сирія) відбувся новий розподіл посад і сатрапій (321). Регентом став Антипатр, до нього незабаром була перевезена царська родина. Антигон отримав повноваження стратега-автократора Азії, в його ведення перейшли царські війська, що знаходилися там. Селевк отримав сатрапію Вавилонію, війна з Євменом була доручена Антигону.
Впродовж двох років Антигон майже повністю витіснив Євмена з Малої Азії. У 319 до н. е. помер Антипатр, передавши свої повноваження Полісперхону — одному зі старих і відданих македонській династії полководців. Проти нього виступив Кассандр, який користувався підтримкою Антигона. Війна діадохів поновилася з новою силою. Найважливішим театром військових дій стали Греція і Македонія, де в боротьбу між Полісперхоном і Кассандром були втягнуті і царська династія (родина Александра Великого), і македонська знать, і грецькі поліси. В результаті царська династія остаточно втратила своє значення. Філіп III, його дружина Еврідіка і мати Александра Македонського Олімпіада Епірська загинули, Роксана з сином опинилися в руках Кассандра, якому вдалося підкорити своїй владі Македонію, і більшу частину Греції.
Боротьба між Євменом і Антигоном перемістилася у Перейду та Сузіану. На початку 316 до н. е. Євмен був розбитий, і Антигон став наймогутнішим з діадохів. Це змусило Птолемея, Селевка і Кассандра укласти союз проти Антигона, до них доєднався й Лісімах. Запеклі бої проходили на морі і на суші в межах Сирії, Фінікії, Вавилону, Малої Азії і особливо в Греції. Війна йшла зі змінним успіхом і завершилася 311 до н. е. укладанням миру, за яким діадохи виступали як самостійні, незалежні правителі.
Нові війни діадохів почалися 307 до н. е. До того часу зник останній формальний зв'язок між частинами колишньої держави Александра: Роксана і Александр IV були вбиті за розпорядженням Кассандра. Військові дії в Греції почав Антигон, очевидно, з метою заволодіти Македонією і македонським престолом. Його синові Деметрію Поліоркету вдалося вигнати македонські гарнізони з Мегар та Афін і змістити намісника Кассандра. У 306 до н. е. Деметрій розбив флот Птолемея поблизу Саламіна. Після цієї перемоги Антигон присвоїв собі і Деметрію царські титули. Інші діадохи також проголосили себе царями. У вирішальній битві при Іпсі в 301 до н. е. Лісімах, Селевк і Кассандр завдали нищівної поразки війську Антигона I, який загинув у цьому бою. Деметрій із залишками війська відступив до Ефеса, в його розпорядженні залишався ще сильний флот і деякі міста Малої Азії, Греції і Фінікії. Володіння Антигона були поділені, головним чином, між Селевком та Лісімахом. До того часу визначилися основні кордони елліністичних держав: Птолемеїв, Селевкідів, Віфінії і Понтійського царства.
Подальша боротьба діадохів розгорталась в основному на території Греції та Македонії. Після смерті Кассандра в 298 до н. е. розгорілася боротьба за македонський престол між Деметріем Поліоркетом та Пірром — царем Епіру, синами Кассандра та Лісімахом. Переможцем вийшов Деметрій Поліоркет, але вже у 287-286 рр. Лісімах у союзі з Пірром витіснив його з Македонії і підпорядкував її. 283 до н. е. помер Деметрій, узятий в полон Селевком. У 281 до н. е. загинув Лісімах, також розбитий Селевком, його держава розпалась. 281 (або 280) до н. е. був убитий сам Селевк. Царем Македонії 283 до н. е. став син Деметрія — Антигон II Гонат, який поклав початок нової династії, що об'єднувала під своєю владою Фракію та Македонію.

## Розквіт еллінізму

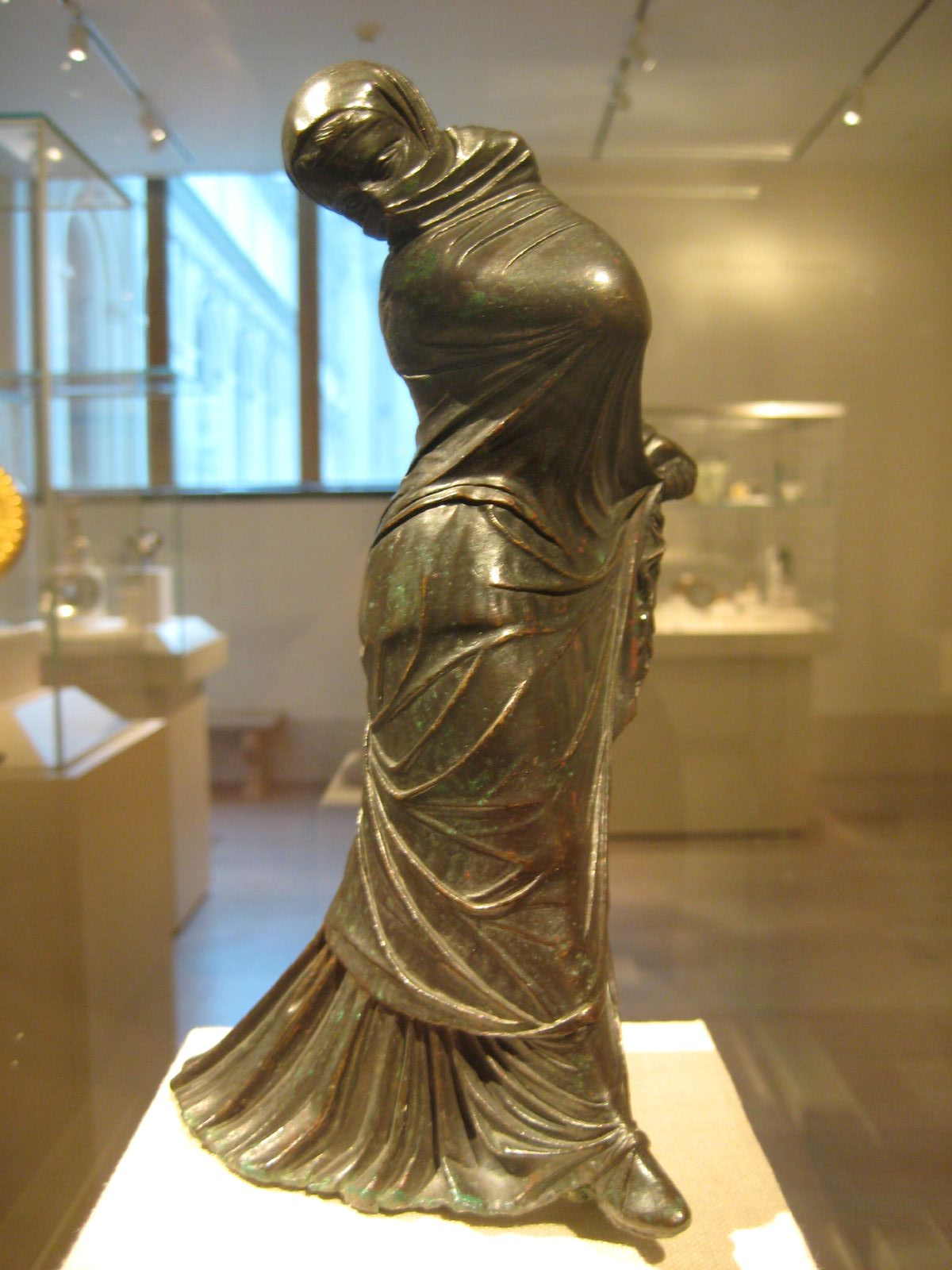
Бронзова танцівниця з маскою на обличчі, висота 20, 5 см., Музей мистецтва Метрополітен, США.

Військові зіткнення впродовж трьох століть не припинялися, але мали локальніший характер. Послідовники Птолемея І і Селевка Нікатора продовжували змагатися у Сирії, Фінікії і Малій Азії (так звані, Сирійські війни). Птолемеї, які володіли найпотужнішим флотом, змагались за панування у Македонії, Егейському морі і Греції. Спроби Македонії розширити свої володіння у Греції натрапляли на стійкий опір грецьких полісів. Від царства Селевкідів 283 до н. е. відпав Пергам, а в 260 до н. е. незалежною стала Каппадокія. Близько середини 3 століття відпали північно-східні сатрапії та утворилися незалежні Парфянське царство та Греко-Бактрійське царство.
Найхарактернішою рисою економічного розвитку елліністичного суспільства було зростання торгівлі. Виникли нові великі торгові та ремісничі центри — Александрія у Єгипті, Антіохія на Оронті, Селевкія на Тигрі, ремісниче виробництво яких значною мірою було орієнтовано на зовнішній ринок. У приморських районах Малої Азії та Сирії створювалися нові поліси, які були і стратегічними пунктами, і адміністративними та економічними центрами. Встановилися регулярні морські зв'язки між Єгиптом, Сирією, Малою Азією, Грецією та Македонією. Були налагоджені торгові шляхи до Червоного моря, Перської затоки і далі до Індії. Встановилися торгові зв'язки Єгипту із Причорномор'ям, Карфагеном і Римом. Розширилися грошовий обіг та грошові операції, чому сприяло перекарбування у монету дорогоцінних металів, що зберігалися в скарбницях перських царів та храмів.
Півстолітній період боротьби між діадохами був по суті періодом становлення нового елліністичного суспільства зі складною структурою і новим типом держави. Нові елліністичні монархії поєднували в собі елементи східної деспотії з елементами полісного ладу. Характерні для полісів земельні відносини — приватна власність громадян і власність міста — ускладнювалися тим, що до міст приписувалися сільські території. Населення цих територій не ставало громадянами міста, але продовжувало володіти своїми ділянками, сплачуючи податки містам або приватним особам, які отримали ці землі від царя, а потім приписали їх до міста. На територіях, не приписаних до міст, вся земля вважалася царською. За даними єгипетських папірусів, вона ділилася на дві категорії: власне царську і «поступлені землі», тобто передані царем у дар своїм наближеним, а також невеликі ділянки, надані воїнам царя, клерухам,  — клерухії. На цих землях могли знаходитися також місцеві села, жителі яких продовжували володіти своїми спадковими наділами, сплачуючи податки.
Складність земельних відносин зумовила багатошаровість соціальної структури елліністичних держав. Царський двір з його придворними, вища військова та цивільна адміністрація, найзаможніші городяни та вищі жерці складали верхні шари. Численнішим був середній шар  торговці та ремісники, персонал царської адміністрації, відкупники, клерухи та катеки, місцеві жерці, вчителі, лікарі та ін. До нижчих верств належало незаможне місцеве населення (лаой): залежні або напівзалежні хлібороби, що обробляли землю царя, знаті, міст, працівники царських майстерень. Вони вважалися особисто вільними, але були прикріплені до місця свого проживання, до тієї чи іншої майстерні або професії. Нижче за їх на соціальній сходах стояли раби.
Інший тип соціального розвитку мав місце у Греції та Македонії. Приєднання до Македонії не давало грецьким полісам істотних економічних переваг. У той же час вікові традиції незалежності у грецьких полісах були особливо сильні. Тому експансія Македонії зустрічала стійкий опір насамперед демократичних шарів, оскільки введення македонських гарнізонів супроводжувалося звичайно встановленням олігархічних режимів і погіршенням становища демосу. Оскільки дрібним полісам окремо було важко відстоювати свою незалежність, відбувався процес об'єднання полісів у федерації (Етолійський союз, у який до кінці 3 століття входять майже вся центральна Греція, Еліда та Мессенія, а також деякі острови Егейського моря; Ахейський союз, який виник у 284 до н. е. та до 230 до н. е. союз нараховував близько 60 полісів і охоплював значну частину Пелопоннесу).
Олігархічне керівництво Ахейського союзу, налякане зростанням соціального руху в Спарті (реформи Агіса IV і Клеомена III), звернулося за допомогою до царя Македонії Антигону III Досона. У битві при Селласії (222 до н. е.) об'єднані сили македонян і ахейців знищили армію Клеомена III, в Спарту був введений македонський гарнізон. Загострення соціальної боротьби змусило знать грецьких полісів шукати допомоги у Македонії.
Останні роки 3 століття були періодом найбільшого політичного та економічного посилення Македонії. Скориставшись внутрішніми ускладненнями в Єгипті, македонський цар Філіпп V Македонський в союзі із селевкідським царем Антіохом III розділили володіння Птолемеїв поза Єгиптом: до Македонії відійшли всі поліси на узбережжі Геллеспонта, в Малій Азії і по узбережжю Егейського моря; Антіох III після перемоги при Паніоні у 200 до н. е. опанував Фінікією та Сирією. Використовуючи гасло свободи грецьких полісів, Рим, що спромігся до 200 до н. е. підкорити все Західне Середземномор'я, залучив на свою сторону Етолійський (199 до н. е.) і Ахейський (198 до н. е.) союзи та перш за все знать, яка бачила у римлян силу, здатну забезпечити їх інтереси. Війни Македонії з Римом завершилися укладенням миру 197 до н. е., за яким Македонія позбулася всіх володінь у Малій Азії, Егейському морі та Греції.

## Занепад та підкорення Римом
Об'єднання Західного Середземномор'я під владою Риму внесло суттєві зміни у традиційні торговельні зв'язки Греції із Сицилією та іншими грецькими колоніями на заході і у зміцнені в 3 столітті зв'язків Єгипту та Сирії з Північною Африкою та Італією. Розпочався процес переміщення торговельних шляхів та економічних центрів. Військова та економічна експансія римлян супроводжувалася інтенсивним розвитком рабовласницьких відносин в Італії та завойованих областях: масове поневолення населення, розширення торгівлі рабами і сфери застосування рабської праці.
Ці явища знаходили відображення у внутрішньому житті елліністичних держав. Загострюється боротьба у верхах: між шарами переважно міської знаті (зацікавленої у тісніших зв'язках з римським світом) і знаттю, пов'язаною з царським адміністративним апаратом та храмами, що жила в основному за рахунок традиційних форм експлуатації сільського господарства. Ця боротьба проявляється через низку палацових переворотів, династичні чвари, міські повстання. Посилився рух демосу проти податкового гніту, зловживань державного апарату, лихварства і поневолення, який інколи переростав у свого роду громадянські війни, виснажуючи економіку і військові сили держав, знижуючи їх опір римській агресії. Чималу роль відігравала римська дипломатія, всіляко заохочуючи загострення протиріч між елліністичними державами та династичну боротьбу.
Незважаючи на спроби македонського царя Персея залучити на свою сторону грецькі поліси для спільної боротьби проти Риму, до нього приєдналися тільки Епір та Іллірія. Внаслідок цього македонська армія була розбита римлянами 168 до н. е., після чого Македонія була розділена на 4 ізольованих округи. У Епірі римляни зруйнували більшу частину міст і продали в рабство понад 150 тис. мешканців, у Греції переглянули кордони полісів. Повстання, що спалахнули у Македонії 149-148 та в Ахейському союзі 146 до н. е., були жорстоко пригнічені римлянами, після чого Македонія була перетворена на римську провінцію, союзи грецьких полісів розпущені, усюди встановлені олігархічні режими.
Підкоривши Грецію та Македонію, Рим почав наступ на держави Малої Азії. Римські торговці і лихварі, проникаючи в економіку держав Малої Азії, дедалі більш підкоряли їх зовнішню і внутрішню політику інтересам Риму. У 133 до н. е. Пергам (згідно із заповітом Аттала ІІІ) перейшов під владу Риму, але тільки після придушення масового повстання під керівництвом Аристоніка (132-129) римлянам вдалося перетворити його на римську провінцію. Осередком опору римській агресії в Малій Азії стало Понтійське царство, що на початку 1 століття за Мітридата VI Евпатора стало великою державою, підкорило майже все узбережжя Чорного моря. Війни Мітрідата VI з Римом завершилися 64 до н. е. поразкою Понтійського царства.
Поки Рим був зайнятий підкоренням Македонії, царство Селевкідів оправилося від шкоди, заподіяної війною з Римом. Антіох IV Епіфан 170 до н. е., а потім 168 року здійснив успішні походи в Єгипет, та взяв в облогу Александрію, але втручання Риму змусило його відмовитися від своїх завоювань. Політика еллінізації, що проводилася Антіохом IV, викликала повстання в Юдеї (171 і 167-160), які переросли у війну проти панування Селевкідів. Сепаратистські тенденції проявилися і в східних сатрапіях, які орієнтувалися на Парфію. Спроби Антіоха VII Сидета (139/138-129) відновити єдність держави скінчилися повною поразкою і його загибеллю. Від Селевкідів відпали Вавилон, Персія і Мідія. На початку 1 століття самостійними стали області Коммагена (в Малій Азії) та Юдея. Територія держави Селевкідів скоротилася до межі власне Сирії, Фінікії, Келесирії та частини Кілікії. У 64 до н. е. царство Селевкідів приєднано до Риму як провінція Сирія. У 63 до н. е. Юдея також була приєднана до Риму.
У Єгипті після походів Антіоха IV знову спалахнув народний рух і одночасно гостра династична боротьба, які перейшли у справжню внутрішню війну, спустошуючи країну. Тим часом римляни всіляко сприяли зовнішньополітичному ослабленню Єгипту. У 96 до н. е. до Риму була приєднана Киренаїка, в 58 — Кіпр. Римляни впритул підійшли до кордонів Єгипту, лише громадянська війна в самому Римі відстрочила його підкорення. У 30 до н. е. була завойована ця остання елліністична держава. Елліністичний світ як політична система був поглинений Римською імперією, але елементи соціально-економічної структури та культурні традиції, що склалися в елліністичну епоху, зробили величезний вплив на подальший розвиток Східного Середземномор'я і значною мірою визначили його специфіку (див. елліністична культура).